# Bystramowce
Bystramowce (biał. Быстрамаўцы; ros. Быстромовцы) – agromiasteczko na Białorusi, w obwodzie witebskim, w rejonie brasławskim, w sielsowiecie Plusy.

## Historia
W czasach zaborów wieś leżała w granicach Imperium Rosyjskiego.
W latach 1921–1945 kolonia leżała w Polsce, w województwie nowogródzkim (od 1926 w województwie wileńskim), w powiecie brasławskim, w gminie Słobódka.
Według Powszechnego Spisu Ludności z 1921 roku zamieszkiwało tu 116 osób, wszystkie były wyznania rzymskokatolickiego. Jednocześnie 9 mieszkańców zadeklarowało polską przynależność narodową, 106 białoruską a 1 niemiecką. Było tu 19 budynków mieszkalnych. W 1931 w 21 domach zamieszkiwało 115 osób.
Wierni należeli do parafii rzymskokatolickiej w Słobódce. Miejscowość podlegała pod Sąd Grodzki w Brasławiu i Okręgowy w Wilnie; właściwy urząd pocztowy mieścił się w Słobódce.